# Louis Meintjes
Louis Meintjes (* 21. února 1992) je jihoafrický profesionální silniční cyklista jezdící za UCI WorldTeam Intermarché–Wanty. Tour de France dokončil dvakrát na osmém místě v celkovém pořadí, v letech 2016 a 2017, a na sedmém místě v roce 2022. Na Vueltě a España dokončil desátý v roce 2015 a v roce 2022 vyhrál etapu.

## Kariéra

### MTN–Qhubeka (2013–2015)
Meintjes se ukázal cyklistickému světu v září 2013 na mistrovství světa, kde získal stříbro v silničním závodu do 23 let. V roce 2014 Meintjes absolvoval svou první Grand Tour, a to Vueltu a España. Jeho nejlepším výsledkem bylo páté místo ve 14. etapě.
V březnu 2015 vyhrál Meintjes celkové pořadí a poslední etapu na závodu Settimana Internazionale di Coppi e Bartali. V červenci 2015 byl jmenován na startovní listině Tour de France 2015. V horské etapě s cílem na Plateau de Beille získal páté místo, ale ze závodu musel odstoupit kvůli nemoci. Na Vueltě a España dokončil na desátém místě v celkovém pořadí.

### Lampre–Merida (2016–2017)
V září 2015 bylo oznámeno, že Meintjes podepsal dvouletý kontrakt s UCI WorldTeamem Lampre–Merida od sezóny 2016.
Na Critériu du Dauphiné 2016 Meintjes ukázal svou silnou formu, když dokončil devátý v celkovém pořadí a získal páté místo v etapě s cílem v Méribelu. Následně získal osmé místo v celkovém pořadí a druhé místo v soutěži mladých jezdců na Tour de France 2016. Po 10. etapě byl na průběžném devátém místě, ale v následné etapě ztratil čas v bočním větru. V 18. etapě, horské časovce, se na devátou příčku vrátil a díky čtvrtému místu v 19. etapě s cílem v Saint-Gervais-les-Bains se posunul na osmou pozici, kterou si udržel až do cíle. Dalším Meintjesovým závodem byl silniční závod na letních olympijských hrách v Riu de Janeiru. Před posledním stoupáním Meintjes odpadl, ale byl schopen se vrátit zpět a dosprintovat si pro sedmé místo na pláži Copacabana.
Na závodu Kolem Baskicka 2017 Meintjes dojel šestý celkově a o dva měsíce později získal celkovém osmé místo na Critériu du Dauphiné 2017. Na Tour de France 2017 byl Meintjes znovu lídrem svého týmu, nově přejmenovaného na UAE Team Emirates. V druhém týdnu se i díky pátému místu ve 12. etapě s cílem na vrcholu Peyragudes posunul do top 10. V třetím týdnu se pak propracoval na osmé místo, které si udržel až do cíle, a získal tak své druhé umístění mezi deseti nejlepšími na Tour de France v kariéře. Závěrečným závodem sezóny pro Meintjese byla Vuelta a España 2017, již dokončil na dvanáctém místě.

### Team Dimension Data (2018–2020)
Před sezónou 2018 se Meintjes vrátil do svého bývalého týmu, Team Dimension Data.
V květnu 2018 byl jmenován na startovní listině Gira d'Italia. Jeho forma však nebyla konzistentní a v třetím týdnu ze závodu odstoupil. Nejlepší výsledek sezóny 2018 zaznamenal na Vueltě a Burgos, kde dokončil na celkovém devátém místě. Hned poté se zúčastnil Vuelty a España, ale ani na ní se mu nedařilo a dokončil na 58. místě.

### Intermarché–Wanty–Gobert Matériaux (2021–)
V listopadu 2020 podepsal Meintjes kontrakt s týmem Intermarché–Wanty–Gobert Matériaux pro sezónu 2021.
Na Critériu du Dauphiné 2022 Meintjes se svým šestým místem zaznamenal svůj nejlepší výsledek na etapovém závodu za uplynulých 5 let. Na Tour de France 2022 se dostal do úniku ve 12. etapě s cílem na Alpe d'Huez a měl možnost bojovat o etapové vítězství, ale nakonec byl odpárán Tomem Pidcockem. Po etapě se posunul na průběžné třinácté místo, z něhož se o dva dny později díky 11 minutám, které získal v úniku, posunul na průběžné sedmé místo a přeskočil Pidcocka, Enrica Mase a Davida Gauduho. Své místo si udržel i v Pyrenejích a před poslední etapou, individuální časovkou, měl šanci se dostat mezi 5 nejlepších. To se mu však nepodařilo a do cíle v Paříži dojel na osmém místě, zreplikoval tak svůj výsledek z let 2016 a 2017. Po Tour de France se Meintjes zúčastnil Vuelty a España. V deváté etapě se dostal do úniku, z něhož na závěrečném stoupání Les Praeres zaútočil a vyhrál svou první etapu na jedné ze tří Grand Tours.

## Hlavní výsledky
2010
Národní šampionát
 vítěz silničního závodu juniorů
 vítěz časovky juniorů
2011
Triptyque Ardennais
vítěz 3. etapy
Mistrovství Afriky
 2. místo týmová časovka
 2. místo časovka
Národní šampionát
2. místo silniční závod do 23 let
3. místo Sint-Lambrechts-Herk
Anatomic Jock Race
4. místo celkově
5. místo Walhain Road Race
2012
Národní šampionát
 vítěz časovky do 23 let
2. místo silniční závod do 23 let
Sea Otter Classic
5. místo celkově
Tour des Pays de Savoie
6. místo celkově
2013
Národní šampionát
 vítěz silničního závodu do 23 let
 vítěz časovky do 23 let
2. místo silniční závod
4. místo časovka
Mistrovství světa
 2. místo silniční závod do 23 let
Tour du Rwanda
2. místo celkově
vítěz 3. etapy
Tour de Taiwan
4. místo celkově
Tour de Korea
9. místo celkově
vítěz 5. etapy (TTT)
La Tropicale Amissa Bongo
10. místo celkově
2014
Národní šampionát
 vítěz silničního závodu
 vítěz silničního závodu do 23 let
 vítěz časovky do 23 let
Mzansi Tour
2. místo celkově
 vítěz vrchařské soutěže
 vítěz soutěže mladých jezdců
vítěz 2. etapy
Giro del Trentino
5. místo celkově
 vítěz soutěže mladých jezdců
Mistrovství světa
8. místo časovka do 23 let
2015
Mistrovství Afriky
 vítěz silničního závodu
 2. místo týmová časovka
4. místo časovka
Settimana Internazionale di Coppi e Bartali
 celkový vítěz
vítěz 4. etapy
Circuit de la Sarthe
 vítěz vrchařské soutěže
Národní šampionát
3. místo časovka
Kolem Ománu
6. místo celkově
 vítěz soutěže mladých jezdců
Giro del Trentino
8. místo celkově
 vítěz soutěže mladých jezdců
Vuelta a España
10. místo celkově
2016
Olympijské hry
7. místo silniční závod
Tour de France
8. místo celkově
Critérium du Dauphiné
9. místo celkově
2017
Kolem Baskicka
6. místo celkově
Tour de France
8. místo celkově
Critérium du Dauphiné
8. místo celkově
2018
Vuelta a Burgos
9. místo celkově
2019
Národní šampionát
3. místo časovka
2022
Vuelta a España
vítěz 9. etapy
vítěz Giro dell'Appennino
Giro di Sicilia
3. místo celkově
Critérium du Dauphiné
6. místo celkově
6. místo Mercan'Tour Classic
Tour de France
7. místo celkově
2023
Giro di Sicilia
2. místo celkově
Critérium du Dauphiné
7. místo celkově
8. místo Mercan'Tour Classic
2024
Kolem Baskicka
vítěz 4. etapy

### Výsledky na etapových závodech
| Výsledky na Grand Tours        |      |      |      |      |      |      |      |      |      |      |      |
| Grand Tour                     | 2014 | 2015 | 2016 | 2017 | 2018 | 2019 | 2020 | 2021 | 2022 | 2023 | 2024 |
| Giro d'Italia                  | —    | —    | —    | —    | DNF  | —    | 36   | —    | —    | —    | —    |
| Tour de France                 | —    | DNF  | 8    | 8    | —    | —    | —    | 14   | 7    | DNF  | 20   |
| Vuelta a España                | 55   | 10   | 40   | 12   | 58   | 51   | —    | DNF  | 11   | —    |      |
| Výsledky na etapových závodech |      |      |      |      |      |      |      |      |      |      |      |
| Závod                          | 2014 | 2015 | 2016 | 2017 | 2018 | 2019 | 2020 | 2021 | 2022 | 2023 | 2024 |
| Paříž–Nice                     | —    | —    | 22   | —    | —    | DNF  | —    | 23   | —    | —    | —    |
| Tirreno–Adriatico              | —    | 39   | —    | —    | 17   | —    | 12   | —    | —    | —    | —    |
| Volta a Catalunya              | —    | —    | DNF  | 35   | 52   | —    | NS   | DNF  | 46   | DNF  | 44   |
| Kolem Baskicka                 | —    | —    | DNF  | 6    | —    | —    | NS   | —    | —    | —    | 40   |
| Tour de Romandie               | —    | —    | DNF  | 20   | —    | 34   | NS   | 20   | 32   | 19   | 29   |
| Critérium du Dauphiné          | —    | 52   | 9    | 8    | —    | —    | 49   | 17   | 6    | 7    | 14   |
| Tour de Suisse                 | 26   | —    | —    | —    | —    | —    | NS   | —    | —    | —    | —    |

| —   | Nezúčastnil se |
| DNF | Nedokončil     |
| NS  | Nejelo se      |
| JS  | Jede se        |